# Москвич, Григорий Георгиевич
Григорий Георгиевич Москвич (1860, Ялта, Российская империя — 1942, там же) — издатель путеводителей и путешественник.

## Биография
Родился в Ялте в еврейской семье мещан православного вероисповедания Георгия и Анны Москвич. Начал заниматься книготорговлей. В 1888 году основал издательство путеводителей. Всего им было выпущено 14 путеводителей, которые вместе выдержали 223 издания общим тиражом 825 тысяч экземпляров.
Издавал также книги других авторов на крымскую тематику «Очерки Крыма» Е. Л. Маркова, его художественный роман из крымской жизни «Берег моря», книгу В. И. Немировича-Данченко «Крымские повести». Занимался Г. Москвич и переизданием научно-популярных книг, таких как «Лечение виноградом в Ялте и вообще в Крыму» и «Лечение морскими купаниями в Ялте и вообще на Южном берегу Крыма» доктора-климатолога В. Н. Дмитриева.
Познакомился в Ялте 1894 году во время посещения его книжной лавки и впоследствии переписывался с А. П. Чеховым, письма хранятся сегодня в Российской Государственной библиотеке в Москве. В ялтинском Доме-музее А. П. Чехова экспонируются три путеводителя Москвича — по Волге, С.-Петербургу и Крыму, два из них — с дарственными надписями автора: «Премногоуважаемому Антону Павловичу Чехову на добрую память от Гр. Москвича. 3/V-903 г. Одесса».
1897 году переходит в купеческое сословие и переезжает в Севастополь. Г. Москвич долго жил в Одессе, а в начале XX века переехал в Санкт-Петербург. Здесь Г. Москвич основал издательство «Русский Бедекер». Редакция располагалась по адресу Троицкая улица, 23. В названии своей фирмы Г. Москвич использовал фамилию Карла Бедекера, который был известным немецким издателем путеводителей и путешественником.
В 1907 году в Пятигорске он организует выпуск ежедневной газеты «Жизнь Курортов». По мысли Москвича, сезонная газета, выходившая с мая по сентябрь, должна была освещать события российских курортов. Единственная на тот момент городская газета «Терек» закрылась, местные рекламодатели искали новое издание. Начинание не оказалось коммерчески успешным и газета просуществовала лишь один курортный сезон.
Г. Москвич был одним из первых туристических операторов России. Он организовывал туристические поездки на теплоходах, поездах, автомобилях, верховых лошадях, пешие походы. Создал первые экскурсионные бюро на Кавказе. Главное бюро экскурсий находилось в Кисловодске с отделениями в Пятигорске, Железноводске, Ессентуках, Минеральных Водах, Владикавказе, Беслане, Ростове-на-Дону и Новороссийске. Отделения располагались на вокзалах.

В 1913 году Г. Москвич отмечал 25-летие своей издательской деятельности. В предисловии к юбилейному, двадцать пятому, изданию «Иллюстрированного практического путеводителя по Крыму» он написал: «… работая с любовью 25 лет, (я) создал единственное в России издательство путеводителей… Мною издано 10 разных путеводителей в 134-х изданиях в количестве свыше 500 000 экземпляров… С чувством глубокого удовлетворения могу засвидетельствовать, что распространение моих путеводителей ежегодно увеличивается и растет, следовательно, интерес к нашей бескрайней, изумительной по разнообразию и красоте родине».

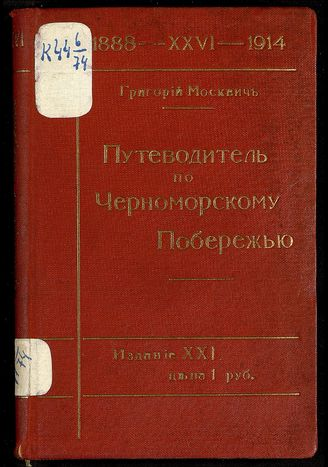
Москвич Г. Г. Иллюстрированный практический путеводитель по Черноморскому побережью с приложением расписания рейсов пароходов издание 1914 года, из собрания ГПИБ

После революции Григорий Георгиевич жил в Севастополе и во времена НЭПа работал в акционерном обществе «Крымкурсо», созданном в августе 1923 года для эксплуатации санаториев Южного берега и обслуживания прибывающих в Крым курортников, после 1927 года возвращается в Ялту. Занимается фотографией. Погиб в 1942 году в оккупации как лицо еврейского происхождения.

## Путеводители
- 1888, Практический путеводитель по Крыму (издание переиздавалось периодически с обновлениями и уточнениями)

Иллюстрированный «Практический Путеводитель по Крыму» (варианты в твердом переплете и карманный). В приложения включены: алфавит, русско-татарский словарь (крымского наречия), 8 карт, 7 планов, 44 иллюстрации, расписания рейсов пароходов Российского Общества Пароходов и прочее. 16-е издание — Владикавказ: Редакция «Путеводителей», 1907 год. В более поздних путеводителях по Крыму имелся краткий русско-татарский словарь
- 1889, Иллюстрированный практический путеводитель по Севастополю и окрестностям
- 1889, Иллюстрированный практический путеводитель по южному берегу Крыма
- 1894, Практический путеводитель по Чёрному морю
- 1894, Иллюстрированный практический путеводитель по Кавказским минеральным водам
- 1896, Практический путеводитель по Кавказу
- 1897, Иллюстрированный практический путеводитель по Военно-Грузинской дороге, Владикавказу и Тифлису
- 1898, Русско-татарский словарь в отдельном издании

Под редакцией И. Гаспринского. В предисловии от издателя говорилось: «Словарь этот составлен членами Крымского Горного клуб профессорами — С. М .Танатаром и Р. А. Пренделем, инж. А. Л. Бертье-Делагардом и др.»

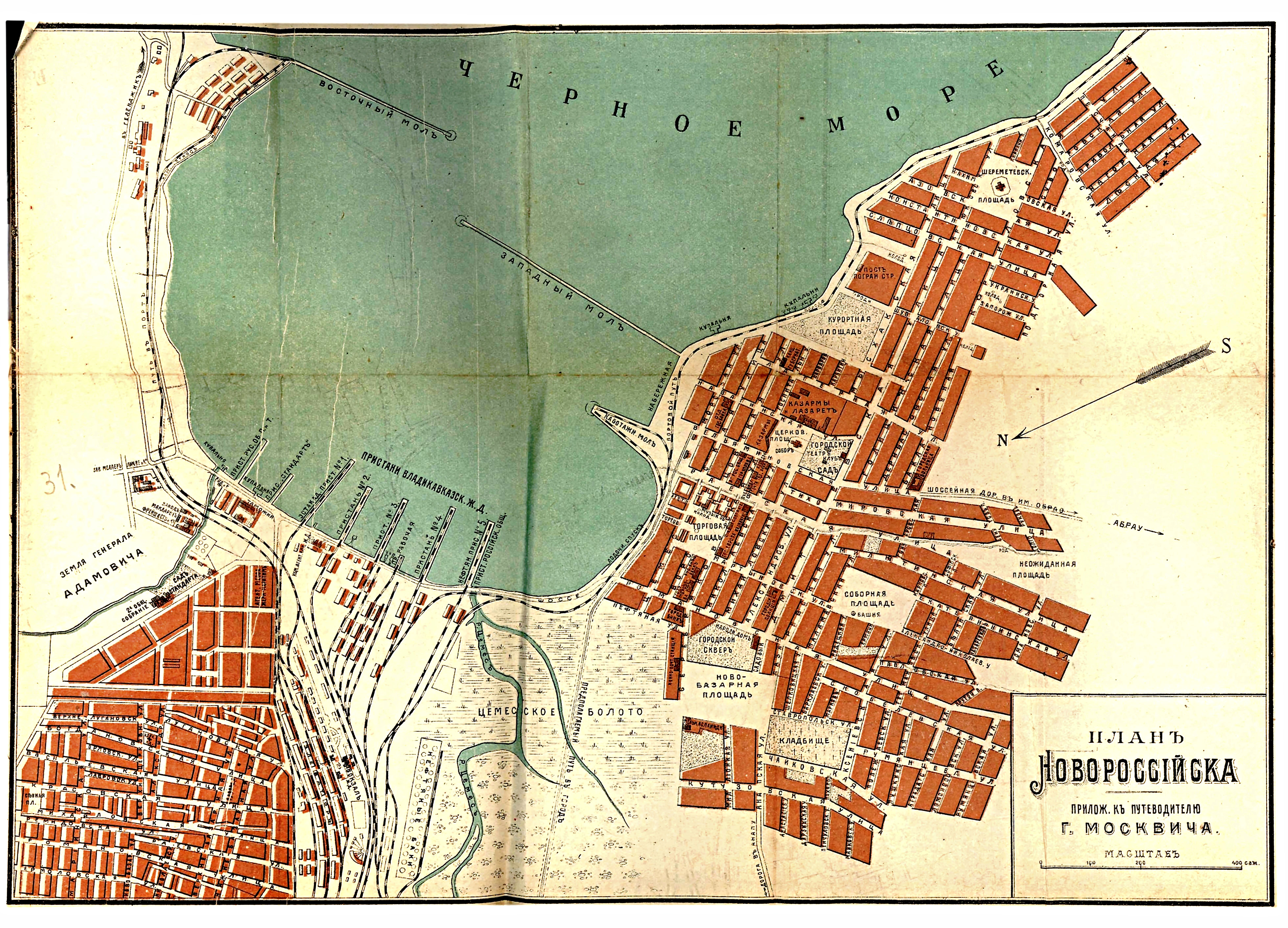
Все путеводители Москвича снабжались подробными планами. План Новороссийска. Путеводитель по Кавказу. Издание 1913 года

- 1902, Иллюстрированный практический путеводитель по Волге
- 1903, Практический путеводитель по С.-Петербургу и его окрестностям
- 1904, Иллюстрированный практический путеводитель по Одессе
- 1906, Иллюстрированный практический путеводитель по Варшаве и её окрестностям
- 1907, Иллюстрированный практический путеводитель по Москве
- 1908, Иллюстрированный практический путеводитель по Финляндии, Швеции и Норвегии
- 1915, Владикавказская железная дорога : Краткий иллюстрированный практический путеводитель

## Семья
Первая жена — Анна Васильевна, 1864 года рождения, от которой у Григория Москвича в 1894 родился сын Александр, а в 1895 г. — сын Вячеслав.
Вторая жена — Мария Александровна Москвич, под редакцией которой издаются путеводители «Русского Бедекера».